# Stephan Glaser
Stephan Glaser (* 11. März 1976) ist ein ehemaliger deutscher Fußballspieler.

## Karriere
Zwei Jahre lang versuchte sich der Mittelfeldspieler beim 1. FC Köln durchzusetzen, der gerade aus der 1. Bundesliga abgestiegen war. Zu mehr als sieben Einsätzen (vier im ersten, drei im zweiten Jahr) reichte es unter den Trainern Bernd Schuster und Ewald Lienen jedoch nicht. Im Jahr 2000 wechselte Glaser wieder zurück zum Bonner SC. Von 2006 bis 2011 stand er beim SC Fortuna Köln unter Vertrag, wo er auch Mannschaftskapitän war.
Heute ist Glaser als Rechtsanwalt in Köln tätig.

## Vereine
- bis 1998 Bonner SC
- 1998–2000 1. FC Köln
- 2000–2003 Bonner SC
- 2003–2004 FC Junkersdorf
- 2006–2011 SC Fortuna Köln

## Statistik
- 2. Bundesliga
7 Spiele 1. FC Köln

## Erfolge
- 2000 Aufstieg in die 1. Bundesliga